# Samael (band)
Samael (of Samaël) is een metalband opgericht in 1987 in Sion, in het Franstalige deel van Zwitserland. De band wordt opgericht door de broers Alexandre Locher en Michel (of Michael) Locher, die respectievelijk de artiestennamen Xytraguptor en Vorphalack aannemen. Later zou de naam Xytraguptor veranderen in Xytras, vanaf het album Blood Ritual (1992) en nog weer later, vanaf de ep Passage (1996), in Xy. Vorphalack is sinds het album Passage bekend als Vorph. Ook bassist Masmiseîm (tussentijds ook aangeduid als Masmiseim) verkort zijn naam en sinds Passage heet hij Mas. Mas werd in 2015 vervangen door Drop, omdat zijn werkzaamheden voor zijn eigen bedrijf in lichttechniek te veel tijd begonnen te eisen. Samael begon bij heavy metal fans vanaf het album Ceremony Of Opposites erkenning te krijgen, mede door de videoclip van het nummer Baphomet’s Throne en een intensieve lobby van Chris Barnes (toenmalig zanger van Cannibal Corpse, tegenwoordig van Six Feet Under).

## Stijlen
Samael heeft verschillende stijlen gespeeld. De meest genoemde stijlen zijn black metal, death metal, doommetal en industrial metal.

### Het begin
Drummer Xy is vanaf het begin een van de belangrijkste drijvende krachten van de band. Hij is verantwoordelijk voor bijna alle muziek van de band. Zijn broer Vorph heeft het merendeel van de teksten geschreven, hoewel Xy daar ook aan bij heeft gedragen. Toch is het juist Vorph die de aanvankelijke koers van de band uitzet. Hij haalt veel inspiratie uit Venom, Kreator, Megadeth en met name Bathory. Vorph wijst Bathory’s Quorthon aan als zijn grootste inspiratiebron voor zijn zangstijl. Ook heeft hij schriftelijk contact met de leden van Mayhem, wat hem naar blackmetal trekt en de band een contract oplevert met het Franse Osmose Prodctions, dat de nadruk legde op black metal. De band evolueert echter en laat op de volgende twee albums (zie Discografie) meer nieuwe invloeden toe, onder andere uit doommetal en deathmetal. Ook invloeden uit klassieke muziek en symfonische metal krijgen meer en meer ruimte. Het nummer Baphomet's Throne bevat fragmenten van Maurice Ravel's bewerking van Modest Moessorgski's Schilderijen van een tentoonstelling. Ook de teksten worden dieper en persoonlijker van aard, maar gaan nog steeds over Vorphalack’s experimenten met en fascinatie voor zijn eigen duistere kant.

### Ommekeer

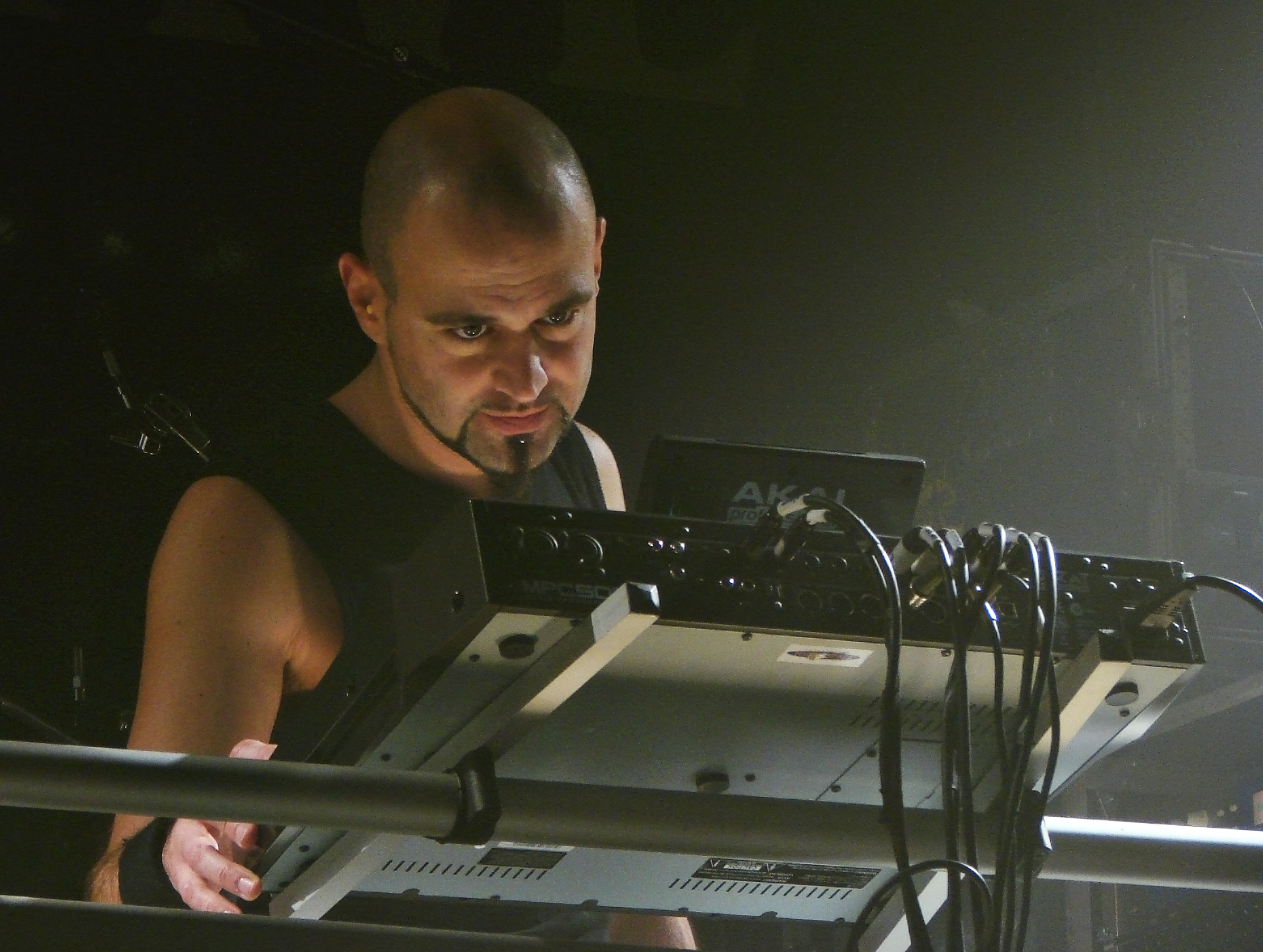
Xy (Samael) achter zijn drumboard, Parijs, 11 januari 2009

De echte grote ommekeer volgt als op 19 augustus 1996 het album Passage wordt uitgebracht. Toetsenist Rodolphe H. is vertrokken en drummer Xytras (zoals hij op dat moment heet) heeft de toetsen en percussie op zich genomen. De drums worden voortaan geprogrammeerd in een drumcomputer. Vanaf dit moment wordt de band gecategoriseerd onder Industrial metal/EBM. Met name live heeft het grote gevolgen voor de presentatie, maar ook voor de stijl van de band. Bovendien neem Vorph afscheid van zijn duistere verleden (zelfs letterlijk, met het nummer Angels’s Decay) en heeft hij zijn hoofd kaalgeschoren.
De drumcomputer is vanaf dat moment een vast onderdeel van de band. Veel oude nummers worden op diverse ep's en live in een ander jasje gestoken, wat niet altijd op evenveel begrip van de fans kan rekenen. Toch weet Samael zijn eigen stijl met ieder album een nieuwe draai te geven. Xy is naast Samael ook vaak met andere experimenten bezig. Dit leidde in 2006 tot het industrial / ambient project Era One. Per ongeluk werd dit als Samael album uitgebracht onder de naam Samael – Era One / Lesson In Magic #1. Ook Vorph droeg hier aan bij. Een ander experiment van Xy haalde het ook tot een Samael album, namelijk het album Above, dat aanmerkelijk harder is dan Samael doorgaans. Maar dit was een beslissing die bewust door de band zelf genomen werd.

## Teksten
Samael begint met teksten die bij een stereotype blackmetal band passen. Occultisme, misantropie, de dood en satanisme zijn de centrale thema’s. Op het album Ceremony Of Opposites laat Vorphalack voor het eerst meer van zichzelf zien. Met name het nummer Crown vertelt het verhaal van een zoekende man, die de keuze voor het duister heeft gemaakt en het besef heeft dat die keuze onomkeerbaar lijkt:
There is a world in my head
A dead world where nothing lives
And it is there I am, too far
Far too far to be rejoined
(In datzelfde nummer zit ook een sample met de stem van occultist Aleister Crowley)

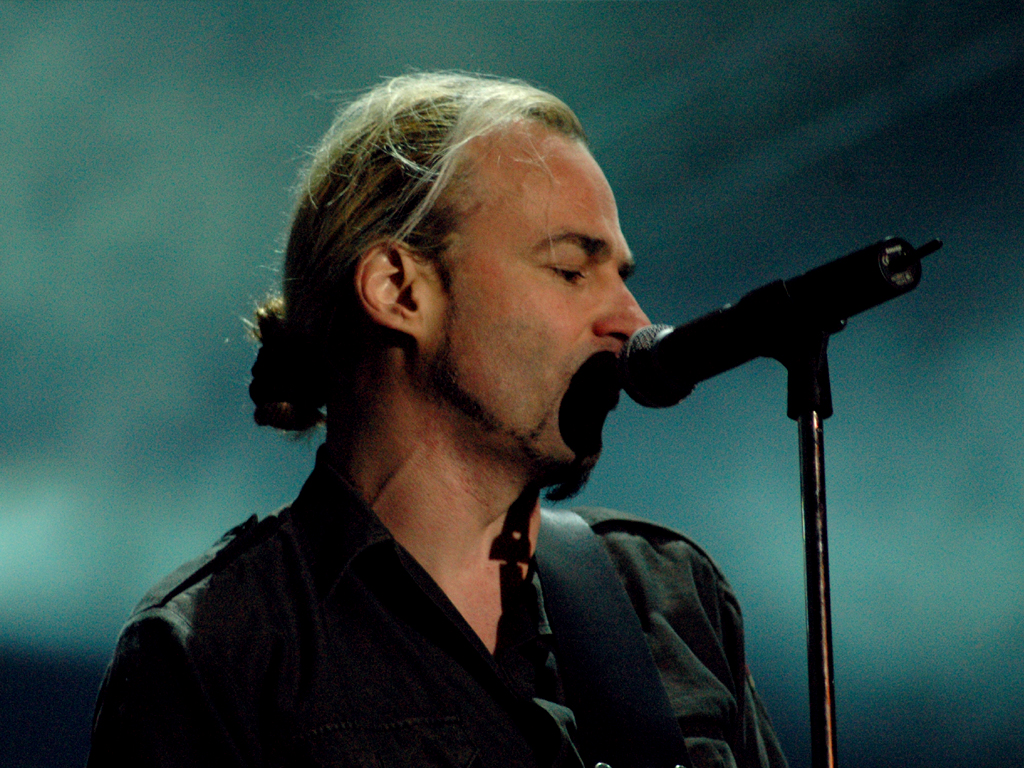
Vorph (Samael) in 2007

Ook geeft hij het politiek georiënteerde verhaal van Edgar Allan Poe Masque Of The Red Death een misantropische wending, met het nummer Mask Of The Red Death. De vertaling "masker", in plaats van "masque" wordt in veel vertalingen (waaronder ook in de Nederlandse vertaling) van het boek gebruikt, wat de afwijking in de titel verklaart.
Een ander opmerkelijke tekst is die van Flaggelation, waarbij hij zich expliciet van een seksuele kant liet zien. Later zou Vorph ook met enige regelmaat met een lederen masker optreden. Met nummers als Baphomet’s Throne en To Our Martyrs benadrukt Vorph zijn antichristelijke en zelfs satanische sympathieën. In deze periode correspondeerde hij ook met Peter H. Gilmore. “I had fun with it, but I never needed to be a part of it”, verklaarde hij over deze periode, na de vraag of hij ook aangesloten was tot de Church of Satan.
Zowel muzikaal als tekstueel gezien is de ep Rebellion een overgang van de oude naar de nieuwe stijl. Er wordt ook een logo gehanteerd, dat alleen voor deze ep gebruikt wordt. Het nummer Into The Pentagram wordt een klassieker in de versie zoals hij op deze ep staat. Ook worden voor het eerst volledige nummers geprogrammeerd, met het voor die tijd zeer ambitieuze Static Journey. Naast de eigenlijke versie staan Static Journey II als verborgen nummer op de ep, gevolgd door de eerste versie, maar dan met Duitse teksten. Dat is opvallend, omdat de band uit Franstalig Zwitserland komt.
Met Passage rekent Vorph ondubbelzinnig af met zijn duistere verleden. Nummers als Rain, Shining Kingdom, My Saviour en met name Angel’s Decay gaan allemaal over een afscheid van de duisternis en de toegang tot een andere kijk op de wereld. Ironisch genoeg krijgen de duistere teksten uit het verleden meer overtuigingskracht door de teksten uit deze periode. Controversieel is het nummer A Man In Your Head, waarin de tekst "Ein Volk, Ein Reich, ein Fϋhrer", een citaat van Adolf Hitler voorkomt. De tekst gaat echter verder met “is it what you got, or is it what they made” en daagt de luisteraar uit te beoordelen of je voor jezelf denkt, of dat je anderen toelaat dat voor je te doen. Ondanks het feit dat Vorph het licht lijkt te omarmen, is dit nog wel duidelijk een antikerkelijk nummer.
Een ander groot misverstand, is de tekst van The Cross, op het album Eternal. Op het eerste gezicht lijkt het een verheerlijking van het christendom. Het nummer gaat echter over Vorp’s liefde voor zijn thuisland Zwitserland en het kruis waar naar gerefereerd wordt, is die op de nationale vlag van Zwitserland.

## Discografie

### Albums
- Worship Him (1991)
- Blood Ritual (1992)
- Ceremony of Opposites (1994)
- Passage (1996)
- Eternal (1999)
- Reign of Light (2004)
- Solar Soul (2007)
- Above (2009)
- Lux Mundi (2011)
- Hegemony (2017)

### Overige
- Medieval Prophecy (Mini-Album, 1987)
- Under the Storm of Evil (Mini-Album, 1988)
- 1987 - 1992 (Compilatie, 1995)
- Rebellion (ep, 1995)
- Exodus (ep, 1998)
- Black Trip (DVD, 2003)
- Telepath (Single, 2004)
- On Earth (Single, 2005)
- Aeonics - An Anthology (Compilatie, 2007)
- Valkyries New Ride (Single, 2007)
- Anti God[6] (2010)

### Andere projecten
- Era One / Lessons In Magic #1  (2006) (side project van Vorph en Xy)
- Xytras kwam met een neo-klassieke remix van Passage en Exodus in 1998.
- Voor het stadsbestuur van Sion componeerde Xy het muzikale lichtspektakel "Sedenum[7]", dat in 2014 vanaf 13 september driemaal per week in de stad afgespeeld wordt. "Sedenum" is een "mengeling van klassieke muziek met tribal en hedendaagse muziek".

## Bezetting
- Vorph - zang, gitaar
- Xy - drums, keyboard, samples, componist
- Drop - gitaar[8]
- Pierre Carroz - basgitaar

### Voormalige bandleden
- Mas - bas (ex-Alastis)
- Makro - gitaar
- Rodolphe H. - keyboard en samples op Ceremony of Opposites en Rebellion.
- Kaos - gitaar op Passage, Exodus en Eternal
- Pat Charvet - drums (1987-1988)